# Tigru alb
Tigrul alb este o variație leucistică de tigru. Se întâlnește mai ales la tigrul bengalez. Este raportată ocazional în sălbăticimea indiană. Are dungile negre ale unui tigru obișnuit, dar cealaltă parte a blănii este albă sau aproape albă. Ochii săi sunt întotdeauna albaștri, deoarece mutația genetică care cauzează blana albă schimbă și culoarea ochilor.

## Masă și lungime
Tigrii albi sunt foarte mari. Ei cresc mai repede decât cei cu blana portocalie. Ei cresc complet la 2-3 ani. Ei pot să măsoare 3 metri în lungime și cântăresc 200-230 kg.
1. ↑  Herbst, Calie (29 iulie 2023). „25 Surprising White Tiger Facts For Kids (2025)” (în engleză). Milwaukee With Kids. Accesat în 1 mai 2025.